# Théorie des faces
 (septembre 2024).
Si vous disposez d'ouvrages ou d'articles de référence ou si vous connaissez des sites web de qualité traitant du thème abordé ici, merci de compléter l'article en donnant les références utiles à sa vérifiabilité et en les liant à la section « Notes et références ».
La théorie des faces est un outil d'aide au comportement ressortant du management en entreprise. Elle concerne la prise de position qu'un locuteur prend par rapport à lui-même et aux autres. Elle repose sur deux principes : le principe de la Face et le principe du Territoire.
Elle est liée au concept de langage corporel (Body Language) et de distance interpersonnelle d'Edward T. Hall.
Elle concerne le rapport physique de deux personnes au moins dans un même lieu donné.

## Face positive
La face positive est liée à notre propre narcissisme.
C'est la notion d'images valorisantes que dans un processus de communication on tente de donner de soi-même et on tente d'imposer aux autres. C'est la façon dont on se représente dans une situation d'échange.

## Face négative
La face négative, est rattachée à la notion de territoire : il existe des éléments territoriaux à protéger ou à respecter en situation de communication sans quoi celle-ci sera détériorée.
Ces éléments relèvent :
- du corporel (vêtements, sac à main, poches) ;
- de réserves matérielles (table, chaise… ou ownership[Quoi ?]) ;
- du spatial ;
- du temporel (temps de parole) ;
- des secrets et informations.

Le principe de ménagement des faces impose le respect et de la face positive et de celle de territoire, a minima. Il impose donc de respecter son image et ses territoires (ne pas considérer son corps et sa présentation est préjudiciable à la situation de communication) et d'éviter les actes menaçants pour soi et les autres.
Cette notion s'analyse en situations de conflit et de groupe.